# Richard Nizielski
Richard Nizielski (ur. 27 lipca 1968 w Nottingham) – australijski łyżwiarz szybki specjalizujący się w short tracku, brązowy medalista igrzysk olimpijskich, dwukrotny medalista mistrzostw świata.
Urodził się w Anglii, w rodzinie polskiego pochodzenia. W wieku trzech lat wyjechał do Perth w Australii Zachodniej.
Trzykrotnie wystąpił w zimowych igrzyskach olimpijskich. W 1992 roku podczas igrzysk w Albertville wziął udział w biegu sztafetowym, w którym Australijczycy zajęli siódme miejsce, oraz w biegu na 1000 m, w którym uplasował się na 21. pozycji. W lutym 1994 roku wystąpił na igrzyskach olimpijskich w Lillehammer. Zdobył brązowy medal olimpijski w biegu sztafetowym (w australijskim zespole wystąpili poza nim Steven Bradbury, Andrew Murtha i Kieran Hansen). Ponadto zajął dziesiąte miejsce w biegu na 500 m i trzynaste na 1000 m. Podczas kolejnych zimowych igrzysk, w 1998 roku w Nagano, wystąpił tylko w sztafecie i zajął ósme miejsce. Podczas ceremonii otwarcia igrzysk w Nagano pełnił rolę chorążego reprezentacji Australii.
W latach 1991–1994 zdobył dwa medale mistrzostw świata (złoty i srebrny) w biegach sztafetowych. W startach indywidualnych w mistrzostwach świata zajął w klasyfikacji wieloboju 49. miejsce w 1989 roku, 11. w 1990 roku, 20. w 1991 roku, 12. w 1994 roku i 16. w 1996 roku. W 1991 roku był piąty w drużynowych mistrzostwach świata.